# Iota Bootis
Pour les articles homonymes, voir Asellus.
Asellus Secundus
Ne doit pas être confondu avec i Bootis.
Désignations
Iota Bootis (ι Boo, ι Bootis) est un système stellaire situé dans la  constellation du Bouvier. L'étoile porte le nom traditionnel Asellus Secundus (du Latin « second petit de l'âne ») et la  désignation de Flamsteed 21 Bootis.  
Cette étoile, en compagnie des autres Aselli (θ Boo et κ Boo) et λ Boo, étaient surnommées en arabe Al Aulād al Dhiʼbah (أولاد الضّباع - al aulād al dhiʼb), « les petits des Hyènes ».
Iota Bootis est une étoile double située à 97 années-lumière de la Terre. La distance angulaire entre les composantes est de 38,6 arcsecondes, facilement résolue dans des jumelles. 

## Système binaire
La composante principale, Iota Bootis A, est une étoile blanche de la séquence principale de type spectral A9V, de magnitude apparente moyenne +4,75. Elle est classée comme une étoile variable de type Delta Scuti, son éclat variant de +4,73 à +4,78. Son compagnon, Iota Bootis B, est une étoile de magnitude +8,27 et de type spectral K1V.